# Plan de evasión
Plan de evasión es una novela del escritor argentino Adolfo Bioy Casares, publicada en 1945 por Emecé. Muy cercana argumentativamente a La invención de Morel, obra que introdujo a Bioy como gran escritor de la literatura argentina, no tuvo la aceptación masiva que el público en general le otorgó a la primera novela. Bioy Casares se refirió a la disímil fama entre ambas obras: "Yo había tenido mucho éxito, en 1941 y 1942, con La invención de Morel. Se había agotado a los once meses de su publicación (...) En 1945, Plan de evasión no anduvo tan bien. Se la consideraba una obra menor (...) Cuando se tradujo [al francés], llamativamente, fue un éxito de venta".
Plan de evasión fue distinguida con el Premio al mejor libro extranjero, por su traducción al francés en 1979. La novela se destaca por su imaginación científica. Pero tensión y suspenso se desarrollan asimismo en la trama, y confusamente, como en una novela policial. La narración está construida de una manera poderosamente evocativa e informativa, sobre la época (1914) y lugar (Islas de la Salvación) en que transcurre; crónica que sustenta un alto simbolismo.

## Argumento
Sobrino de un marino importante, el personaje central es el oficial Nevers quien, tras ser enviado a unas islas carcelarias del Caribe para cumplir un turno de algunos meses de trabajo hasta ser relevado, se enfrenta con una continuidad de hechos extraordinarios. El director general de la cárcel, Castel, es visto en una de las islas constantemente con animales, actuando de manera extraña; esto se suma a otros comportamientos raros en ciertos presos. Nevers procura entender lo que sucede (la pintura que Castel aplica a sus cuarteles, entre otras cosas), mientras cumple con su trabajo en la prisión. Los confusos enfoques iniciales con que Nevers busca explicaciones para los misteriosos incidentes, se irán descartando.
Los hechos tendrán su esclarecimiento, el descubrimiento del sorprendente invento ideado por Castel, en las páginas finales de la novela: el director de las islas carcelarias ha querido llevar adelante sus ideas progresistas y redentoras. Es en los cuerpos de algunos prisioneros seleccionados donde Castel instala su utopía facticia. Para ello, y mediante operaciones quirúrgicas, ha estado cambiando los ajustes de la percepción en los sujetos de la experiencia, sus presos. La manipulación de los nervios sensoriales producirá fusiones sinestésicas, alteraciones que hacen, por ejemplo, que un fenómeno táctil se sienta como un sonido. Las transformaciones incluyen el espacio y el tiempo: "toda cosa puede ser otra, toda cosa puede ser símbolo de toda cosa". Castel mismo se suma como sujeto a la experiencia. Un original infierno, con singulares y ominosos atractivos, infierno aún más intenso y opresivo que el carcelario, se va a desatar en las islas, excediendo toda alucinación morbosa.
Nevers se debate entre atender a los hechos y su deseo de embarcarse en Cayena lo antes posible para retornar a Francia. Así perturbado, Nevers aportará algunos descuidos al confuso estado de cosas en esa "prisión a prueba de huidas". Los descuidos del oficial harán suma con la impronta de acontecimientos horrorosos en la mente de uno de los presos, para que el proyecto del gobernador Castel tenga una culminación aún más pavorosa que las condiciones ignominiosas de reclusión en el complejo carcelario.